# Mimobarathra
Mimobarathra là một chi bướm đêm thuộc họ Noctuidae.

## Loài
- Mimobarathra antonito (Barnes, 1907)